# Ізлучинськ
Ізлу́чинськ (рос. Излучинск) — селище міського типу у складі Нижньовартовського району Ханти-Мансійського автономного округу Тюменської області, Росія. Адміністративний центр Ізлучинського міського поселення.
Населення — 17399 осіб (2010, 15505 у 2002).